# ماركوس أغيري
ماركوس أغيري (بالإسبانية: Marcos Aguirre) (30 مارس 1984 في الأرجنتين - ) هو لاعب كرة قدم أرجنتيني في مركز الوسط. لعب مع أرسنال ساراندي وانيستتوتو وريال بلد الوليد ونادي لانوس وناسيونال مونتيفيديو ونويفا شيكاجو وديبورتيس أنتوفاغاستا وAragua F.C. ‏ وسان مارتين دي سان خوان.

## وصلات خارجية
- ماركوس أغيري على موقع قاعدة بيانات كرة القدم.إي يو (الإنجليزية)
- ماركوس أغيري على موقع Soccerway.com (الإنجليزية)
- ماركوس أغيري على موقع AS.com (الإسبانية)